# Lyss
Lyss (toponimo tedesco) è un comune svizzero di 14 887 abitanti del Canton Berna, nella regione del Seeland (circondario del Seeland); ha lo status di città.

## Geografia fisica
La città occupa una posizione privilegiata sulle vie di comunicazione ferroviarie e stradali tra Berna e Bienne. Si trova ai margini di un'ampia valle che si estende in direzione sud-ovest/nord-est dal lago di Morat a Grenchen

## Storia
Il 1° gennaio 2011 ha inglobato il comune soppresso di Busswil bei Büren.

## Monumenti e luoghi d'interesse

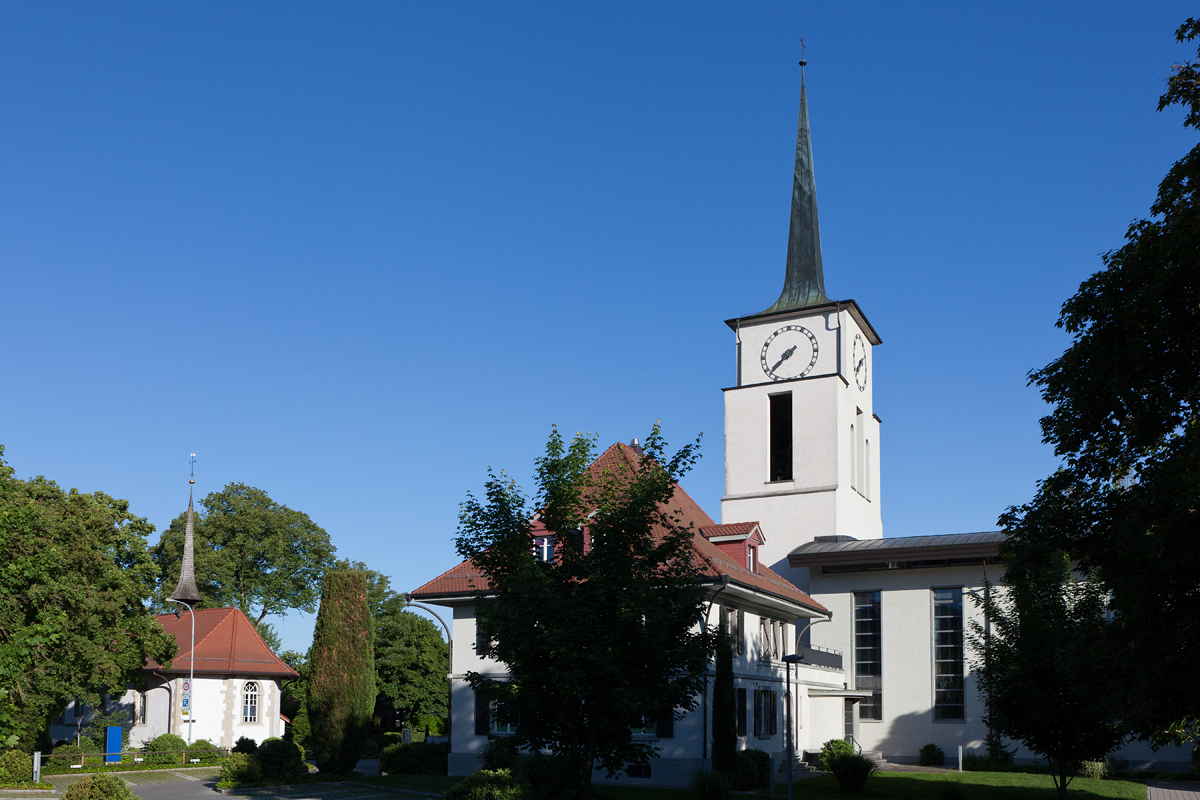
La vecchia (a sinistra) e la nuova (a destra) chiesa riformata

- Vecchia chiesa riformata (già di San Giovanni Evangelista), eretta nel VII-VIII secolo e ricostruita nel XV secolo[2];
- Nuova chiesa riformata, eretta nel 1934-1935[2].

## Società

### Evoluzione demografica
L'evoluzione demografica è riportata nella seguente tabella:
Abitanti censiti

## Geografia antropica

### Frazioni e quartieri
Le frazioni e i quartieri di Lyss sono:
- Busswil bei Büren[3]
  - Faulenmatt
  - Gummeneggen
  - Högere
  - Muracker
  - Nielacker
- Eigenacker
- Hardern

## Infrastrutture e trasporti

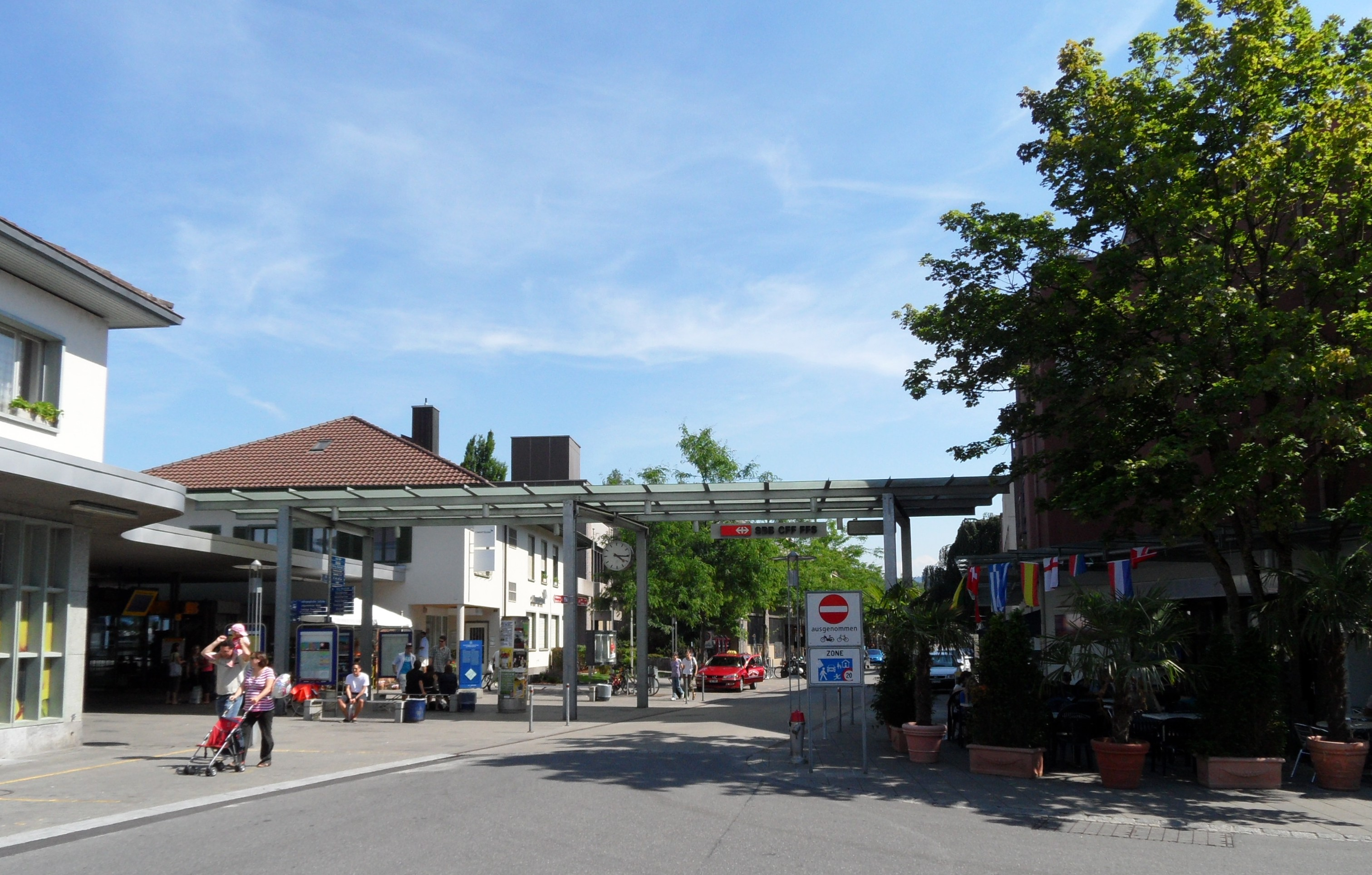
La stazione di Lyss

Lyss è servita dall'omonima stazione, rilevante nodo ferroviario sulle ferrovie Lyss-Büren an der Aare, Bienne-Berna e Palézieux-Lyss.

## Amministrazione
Ogni famiglia originaria del luogo fa parte del cosiddetto comune patriziale e ha la responsabilità della manutenzione di ogni bene comune.